# El efecto
El efecto è un singolo del cantante portoricano Rauw Alejandro in collaborazione con il cantante Chencho Corleone, pubblicato il 15 marzo 2019 per etichette Duars Entertainment/Sony Music.

## Tracce
1. El efecto – 3:37

Download digitale – Remix
1. El efecto (con Chencho Corleone, Kevvo e Bryant Myers) (Remix)